# Hispano-Suiza 9V
L'Hispano-Suiza 9V fu un motore aeronautico radiale a 9 cilindri posti su una singola fila, raffreddato ad aria e prodotto in Francia dall'azienda franco-spagnola Hispano-Suiza negli anni trenta.
Basato sullo statunitense Wright R-1820, del quale l'azienda aveva acquistato la licenza di costruzione, equipaggiò un numero limitato di velivoli di produzione francese.

## Velivoli utilizzatori
(lista parziale)
 Francia
- Bernard H 110
- Dewoitine D.332
- Dewoitine D.333
- Dewoitine D.338
- Gourdou-Leseurre GL.30
- Levasseur PL.108
- Lioré et Olivier LeO H-43
- Loire 210